# バルトの楽園
『バルトの楽園』（バルトのがくえん、独題：Ode an die Freude）は、2006年公開の日本映画。タイトルの「バルト」とはドイツ語で「ひげ」の意味。主人公の松江豊寿やドイツ人捕虜が生やしていたひげをイメージしている。

## 内容
第一次世界大戦中の徳島県鳴門市の板東俘虜収容所が舞台で収容所所長・松江豊寿の活躍や、捕虜となったドイツ兵と地元の住民の交流などを史実に基づいて描いた作品。松江は俘虜に対し人道的な扱いを心がけ、捕虜による楽団が『交響曲第9番 歓喜の歌』を日本で初めて演奏した。

## スタッフ
- 製作総指揮：岡田裕介（東映）、宮川昕也（シナノ企画）
- 監督：出目昌伸
- 脚本：古田求
- 音楽：池辺晋一郎
- 撮影：原一民
- 美術監督：西岡善信
- 美術：重田重盛
- 照明：安藤清人
- 録音：瀬川徹夫
- 編集：只野信也
- 監督補：鈴木康敬
- 助監督：宮村敏正、濱龍也、宮原寛
- 技斗：清家三彦
- ドイツ語セリフ指導：有限会社ジャーマン・カウンシル・トウキョウ
- 日本語指導：川鶴晃裕
- 方言指導：大西秀明、西原明美、本村健太郎、棚木和人
- 歌唱指導：長野安恒
- 特撮監督：佛田洋
  - 特撮ユニット：特撮研究所、パナソニック（Studio DU）、デジタル・メディア・ラボ
- 現像：東映ラボ・テック
- 仕上協力：東映東京撮影所
- 協力：ルフトハンザ航空、アートネイチャー、ユーハイム、民主音楽協会
- 撮影協力：徳島県ロケーションサービス、美馬市、鳴門市ドイツ館、鳴門市阿波踊振興協会、会津若松市、会津若松フィルムコミッション、猪苗代町、墨田区、舞鶴フィルムコミッション ほか
- 特別協賛：『バルトの楽園』誘致支援委員会（徳島市、鳴門市、大塚製薬・大塚製薬工場、徳島新聞社、JR四国、高川予備校・高川ハイスクール、マルハ物産、日亜化学工業、阿波銀行、大一器械、徳島銀行）
- プロデューサー：野口正敏、妹尾啓太、冨永理生子、Michael Schwarz
- シニアプロデューサー：小松賢志、古川一博、梅澤道彦
- 企画：土屋武雄、中村仁、遠藤茂行、亀山慶二
- 製作者：鶴田尚正、冨木田道臣、早河洋、塚本勲、滝鼻卓雄、渡部世一
- 製作：『バルトの楽園』製作委員会（東映、シナノ企画、日本出版販売、TOKYO FM、テレビ朝日、加賀電子、読売新聞、福島民報社）

## キャスト

### 板東俘虜収容所職員
- 松江豊寿 - 松平健：この物語の主人公、板東俘虜収容所長。俘虜達に人道的かつ寛容に接し、地元住民とも交流させた好漢。会津出身。
- 高木繁 - 國村隼：収容所副官。ドイツ語が堪能で、松江の右腕として彼の方針を支える。
- 伊藤光康 - 阿部寛：松江の部下で、同じ会津出身。松江とは対照的に気負いがちで、当初は松江の方針に異を唱える。

### 収容所の俘虜
- クルト・ハインリッヒ - ブルーノ・ガンツ：ドイツ軍青島総督（少将）。板東を去るにあたり、松江に感謝の言葉とともに愛用のステッキを贈る。
- カルル・バウム - オリバー・ブーツ：各地の収容所で何度か脱走を試みる。板東では松江に薦められ所内のベーカリーで働く。戦後もドイツに帰国せず、「志を」を養女にし、パン職人として神戸に住む。
- ヘルマン・ラーケ - コスティア・ウルマン（ドイツ語版）：彼が故郷の母に書き続ける手紙が、物語のナレーションの役割をする。村の娘「マツ」を愛するようになる。

### 徳島の人々
- 松江歌子 - 高島礼子：豊寿の妻
- 馬丁宇松 - 平田満：豊寿の家の馬子。兵隊に取られた息子がドイツ軍との戦闘で戦死しており、そのためドイツ人を恨んでいる。
- すゑ - 市原悦子：脱走して負傷したカルルを助けた村の女
- たみ - 中島ひろ子：すゑの娘
- 黒田 - 大杉漣：板東小学校校長
- 志を - 大後寿々花：ドイツ兵の父、オスカー・フランツを探して板東に来るが、カルルから父の戦死を知らされる。その後カルルの養女となる。
- マツ - 中山忍：ヘルマンに恋心を抱く村娘
- 広瀬 - 徳井優：板東町長
- 林豊 - タモト清嵐：郵便配達の少年
- 警官 - 福本清三

### 会津の人々
- 松江の父 - 三船史郎
- 幼少時の松江 - 佐藤勇輝

### 陸軍省関係
- 多田少将 - 泉谷しげる：松江の方針を生温いと非難、収容所予算を削減する。
- 島田中佐 - 勝野洋：俘虜情報局局員
- 南郷巌 - 板東英二：久留米俘虜収容所所長。松江と正反対に、俘虜に過酷な労働を課す。

### 他
- 伊崎充則、今井和子、寺杣昌紀、武野功雄、永倉大輔、真砂皓太、久保酎吉、泉福之助 ほか

### ナレーション
- 林家正蔵

## ロケセット（BANDOロケ村）

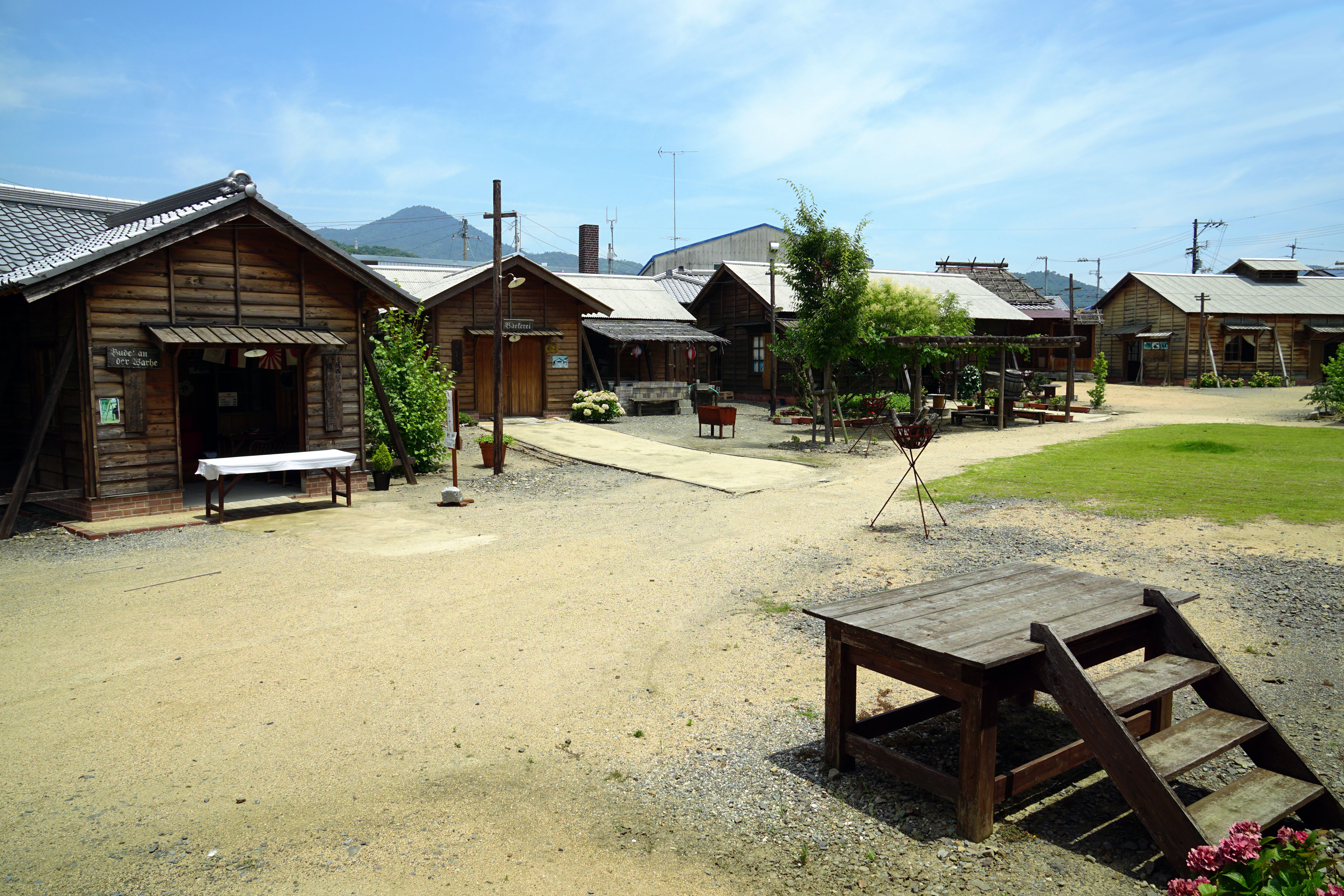
阿波大正浪漫 バルトの庭

撮影に際しては、実際に収容所のあった鳴門市大麻町板東に、当時の施設を再現する形でロケセットが建設された（位置、規模とも実際とは異なる）。セットは撮影終了後に鳴門市に譲渡され、「BANDOロケ村〜歓喜の郷」の名で2006年3月から2年間の限定という条件で一般公開された。
市の予想を上回る23万人の入場者を集め、2008年3月でいったん予定通り公開を終えたが、地元から公開の延長や形を変えての存続要望が出たことから、地元のNPOが市と運営に関する委託契約を結んだ上で、同年4月13日より公開が再開された。当初は6月までの予定であったが、その後延長され、2009年2月で公開を終えた。最終的な入場者数は25万9千人。土地が河川敷であることや地権者との関係から、現地での恒久的な存続は困難であり、これに加えて鳴門市側はセットである建物の安全性も理由として、委託契約の再延長は認めなかった。
閉村後にセットは取り壊されることになっていたが、市側はNPOに対して移築による保存案を示し、NPOは実際の収容所跡地であるドイツ村公園近くに敷地を確保した上で、市から無償譲渡を受けたセットの一部を移築して公開する方向となった。2009年3月の時点では資金面の目処が立てば2009年夏にも移築に着手し、秋にオープンする見込みと報じられていたが、着工は予定より遅れて2009年11月となり、「阿波大正浪漫 バルトの庭」の名称で2010年4月25日にオープンした。場所はドイツ村公園から徒歩3分程度の鳴門市大麻町桧で、敷地は元のロケ村の約1/3の規模である。また、実際の収容所で使用されたバラッケ1棟も移築された。収容所があった時代の民具なども展示されていた。オープンから約5年後の2015年5月6日限りで閉園となった。
そのほかにもバラッケ（兵舎）の一部について、2008年の最初の閉村時より引き取り希望の申し出があり、こちらも譲渡されることが報じられた。

## 盗作疑惑問題
小説家の中村彰彦は、著書である「二つの山河」と酷似していると『週刊文春』で語った。その後、「バルトの楽園」の小説版出版元である潮出版社と映画製作元である東映とシナノ企画に公開質問状を送付、2006年9月4日に当事者間で和解が成立した。和解の条件として金銭の支払いは無く、映画のDVD化の際に参考資料として「二つの山河」と中村の名前を記載し、また小説重版の際にも参考資料として記載することとなった。

## 備考、その他
- この映画は、実在の人物や史実を基にした作品であるが、フィクションも加えて脚色がなされており、実際の事実とは異なる表現や描写もされている。
- 上記のBANDOロケ村のほか、舞鶴の赤れんが倉庫群でも撮影された。また市内の小学生によるガイドボランティア活動がBANDOロケ村で行われた。
- 松江のひげには、かつらメーカーであるアートネイチャーが協力し、かつら制作の技術が使われている。なお、このことはアートネイチャーとのコラボCMとして紹介された。
- 関西地方を中心として外国人エキストラが募集された。しかし生粋のドイツ人であるにもかかわらず、容姿が「日本人にとっての典型的なドイツ人」らしくないという理由からか、落選した応募者もいた。
- 戦闘シーンでドイツ側が手にしている短銃身の小銃 (Mauser Kar98k) は1935年に制式採用されたもので、チンタオ戦の時代設定に合わない。一方、ドイツ国内で撮影されたシーンでは長銃身の Mauser Gew98 小銃が使われていて、こちらの時代考証が正解である。
- 泉谷しげるが演じたのは「陸軍歩兵少将」という設定の人物である。しかし日本陸軍においては、歩兵や騎兵等の兵科区分は大佐以下を対象としていた。将官には兵科区分が無く、「歩兵少将」は制度上存在しなかったので、兵科（歩兵）抜きで「陸軍少将」と呼ぶのが正確である。同様に、将官は兵科を示す徽章を付けないので、上衣の襟は襟章無しのカーキ色一色が正しい。